# Четатеа (Горж)
Четатеа (рум. Cetatea) насеље је у Румунији у округу Горж у општини Капрени. Oпштина се налази на надморској висини од 255 m.

## Становништво
Према подацима из 2002. године у насељу је живело 258 становника, од којих су сви румунске националности.